# Tabanus parimmixtus
Tabanus parimmixtus är en tvåvingeart som beskrevs av Schuurmans Stekhoven 1932. Tabanus parimmixtus ingår i släktet Tabanus och familjen bromsar. Inga underarter finns listade i Catalogue of Life.